# Campeaux (Oise)
Campeaux ist eine französische Gemeinde mit 485 Einwohnern (Stand 1. Januar 2022) im Département Oise in der Region Hauts-de-France. Sie gehört zum Arrondissement Beauvais, zur Communauté de communes de la Picardie Verte und zum Kanton Grandvilliers.

## Geographie
Die Gemeinde Campeaux mit dem Ortsteil Courcelles im Südwesten liegt in der Landschaft Pays de Bray, 35 Kilometer nordwestlich von Beauvais. Umgeben wird Aiguilles von den Nachbargemeinden Mureaumont im Norden und Nordosten, Ernemont-Boutavent im Südosten, Héricourt-sur-Thérain und Saint-Samson-la-Poterie im Süden sowie Canny-sur-Thérain im Südwesten und Westen.

## Bevölkerungsentwicklung
| Jahr                       | 1962 | 1968 | 1975 | 1982 | 1990 | 1999 | 2006 | 2013 | 2021 |
| -------------------------- | ---- | ---- | ---- | ---- | ---- | ---- | ---- | ---- | ---- |
| Einwohner                  | 478  | 474  | 444  | 386  | 432  | 433  | 508  | 539  | 487  |
| Quellen: Cassini und INSEE |      |      |      |      |      |      |      |      |      |

## Sehenswürdigkeiten
- Kirche Saint-Samson
- Wasserturm